# 14 сентября
14 сентября — 257-й день года (258-й в високосные годы) по григорианскому календарю.
До конца года остаётся 108 дней.
До 15 октября 1582 года — 14 сентября по юлианскому календарю, с 15 октября 1582 года — 14 сентября по григорианскому календарю.
В XX и XXI веках соответствует 1 сентября по юлианскому календарю.

## Праздники и памятные дни
См. также: Категория:Праздники 14 сентября

### Национальные
- США — День государственного гимна
- Никарагуа — Национальный праздник[англ.] в честь победы в битве при Сан-Хасинто[англ.] (Никарагуанская отечественная война[исп.]).
- Румыния — День инженера[2]

### Религиозные
Католицизм
- Память мучеников Африканских: Виктора, Генерала, Крискентиана;
- память мученика Иоанна-Гавриила Торэна Дюфресса, епископа;
- память святого Иоанна Златоуста, епископа Константинопольского, учителя Церкви;
- память мученика Киприана, епископа Карфагенского;
- память мученика Корнилия, папы Римского;
- память отрока-мученика Крискентия Римского;
- память святого Матерна, епископа Трирского;
- память святой Нотбурги Тирольской (Раттенбергской), девы;
- память мученицы Розулы Африканской.

 Православие
- Начало индикта — церковное новолетие;
- память преподобного Симеона Столпника (459) и матери его Марфы Каппадокийской (ок. 428);
- память священномученика Аифала, диакона (380);
- память мучениц 40 дев постниц и священномученика Аммуна Ираклийского, диакона, учителя их (IV в.)[6];
- память мученицы Каллисты и братий её мучеников Евода и Ермогена (309)[7];
- память праведного Иисуса Навина (XVI в. до н. э.);
- память преподобномученицы Татианы Грибковой, монахини, мученицы Наталии Козловой (1937);
- память преподобного Дионисия Малого (VI в.)[8];
- празднования в честь икон Божией Матери:
  - «Всеблаженная»;
  - Августовская (1914);
  - Черниговская-Гефсиманская (1869);
  - Миасинская (в память обретения Её иконы) (864)[9];
  - Александрийская.

### Именины
- Католические: Виктор, Генерал, Иван-Гавриил, Иван-Хризостом, Куприян, Корней, Крискентиан, Крискентий, Матерн, Нотбурга, Розула
- Православные: Аифал, Аммун, Евод, Ермоген, Денис, Исус, Каллиста, Семён, Татьяна

## События
См. также: Категория:События 14 сентября

### До XIX века
- 81 — римским императором стал Домициан.
- 786 — правителем Абассидского халифата стал Гарун Аль-Рашид.
- 919 — сражение при Исландбридже между ирландцами и дублинскими викингами.
- 1052 — освящён Софийский собор в Новгороде.
- 1141 — битва при Уинчестере.
- 1224 — на теле святого Франциска Ассизского появились кровоточащие раны — стигматы.
- 1402 — битва при Хомильдон-Хилле. Одно из сражений англо-шотландских войн XIV—XVI веков, описанное Шекспиром в пьесе «Генрих IV»[10].
- 1515 — победа войск Франциска I над швейцарцами в двухдневной битве при Мариньяно[11].
- 1522 — по договору, подписанному в Москве, Литва и Польша признали Смоленск за Москвой[12].
- 1698 — спустя шесть дней после того, как царь Пётр I собственноручно обрезал бороды своим вельможам, состоялся большой обед у боярина Алексея Семёновича Шеина по случаю тогдашнего Нового года. Некоторые из недогадливых гостей явились с бородами, но теперь в обрезании бород упражнялся царский шут. Кто после этого не хотел бриться, должен был платить пошлину за право на бороду.
- 1741 — после 23 дней беспрерывной работы немецкий композитор Георг Гендель завершил ораторию «Мессия».
- 1752 — Британия и её колонии перешли[англ.] на григорианский календарь.

### XIX век
- 1808 — Русско-шведская война: битва при Оравайсе закончилась победой русских войск.
- 1811 — в Пруссии отменена феодальная система.
- 1812 — спустя неделю после Бородинского сражения войска Наполеона вошли в Москву. В тот же день в опустевшем городе начались пожары.
- 1817 — в Москву прибыл памятник Минину и Пожарскому; он был отлит в Санкт-Петербурге и доставлялся водным путём через Нижний Новгород (2 сентября по старому стилю).
- 1829 — заключён Адрианопольский мирный договор между Россией и Турцией.
- 1842 — произошёл большой пожар в Перми, в котором погибла вся центральная часть города. После пожара и отстройки административный центр окончательно сместился в район улиц Покровской (ныне Ленина) и Сибирской[13].
- 1857 — английские войска начали штурм Дели, захваченного во время восстания сипаев.
- 1862 — Гражданская война в США: сражение за ущелье Крэмптона, сражение у Южной Горы.
- 1867 — вышел в свет первый том «Капитала» Карла Маркса.
- 1886 — Джордж Андерсон (George K. Anderson) запатентовал ленту для пишущей машинки.
- 1896
  - По инициативе Петра Лесгафта в Петербурге открылись Курсы воспитательниц и руководительниц физического воспитания (ныне Институт физической культуры им. П. Ф. Лесгафта) — прообраза современных высших учебных заведений физической культуры.
  - В столице России начало действовать Санкт-Петербургское телеграфное агентство, созданное по инициативе министерства финансов, министерства внутренних дел и министерства иностранных дел. Оно имело своим «назначением сообщать внутри Империи и за границей политические, финансовые, экономические, торговые и другие имеющие общественный интерес сведения…».
- 1900 — открыт Павелецкий вокзал в Москве.

### XX век
- 1906 — в Вильне вышла первая официально разрешённая белорусская общественно-политическая газета «Наша доля». По судебному приговору 11 января 1907 года газета была запрещена, а её редактор приговорён к тюремному заключению сроком на год.
- 1911 — во время мемориальных торжеств в память Александра II в Киеве эсером Д. Г. Богровым смертельно ранен Пётр Аркадьевич Столыпин, российский государственный деятель, министр внутренних дел, премьер-министр России (с 1906 года).
- 1917 — официальное свержение монархии: Временное правительство объявило Россию республикой. Были упразднены каторга и ссылка, объявлена политическая амнистия. Было также обещано ввести политические свободы, созвать Учредительное собрание. Создание «Совета пяти» — временного органа власти.
- 1929 — футболисты киевского «Динамо» провели свой первый международный матч (со сборной рабочих Нижней Австрии).
- 1932 — приказом ОГПУ № 889с на территории Московской области был организован Дмитлаг.
- 1937 — завершение Нионской конференции по поводу сложившейся ситуации в Испании[14].
- 1939 — в США в воздух поднялся первый вертолёт И. И. Сикорского — VS-300. Машиной управлял сам конструктор[15].
- 1940 — начало 15 Великого Индиктиона (Индиктион — период времени в 532 года, называемый великим пасхальным кругом, по истечении которого даты празднования Пасхи следуют в том же порядке, как в предшествовавший период.)
- 1942 — канадский эскадренный миноносец «Ottawa» был торпедирован подводной лодкой U-91 в Северной Атлантике.
- 1947 — в Петродворце под Ленинградом вновь открыт фонтан «Самсон», восстановленный после немецкой оккупации в ходе Великой Отечественной войны.
- 1954 — на Тоцком полигоне (Оренбургская область) проведены войсковые учения в условиях реального ядерного взрыва с участием до 45 тысяч военнослужащих всех видов и родов войск.
- 1957 — ООН осудила ввод советских войск в Венгрию.
- 1959 — космический аппарат Луна-2 впервые в мире достиг поверхности Луны.
- 1960 — основана Организация стран-экспортёров нефти (ОПЕК). В неё вошли Ирак, Иран, Кувейт, Саудовская Аравия и Венесуэла.
- 1972 — Папа римский Павел VI отменил выстригание волос на голове католических священников (тонзура), что было обязательным с пятого века.
- 1973 — Керчи и Новороссийску присвоено звание город-герой.
- 1984 — первый в мире перелёт через Атлантический океан на воздушном шаре выполнен вышедшим в отставку американским военным лётчиком Джозефом Киттинджером (Joseph Kittinger).
- 1990
  - Катастрофа Як-42 в Свердловске, 4 погибших.
  - В США состоялась премьера мультсериала «Приключения мультяшек».
- 1991 — Компартия Узбекистана распущена и реорганизована в Народно-Демократическую партию.
- 1999 — в Жироне при посадке произошла катастрофа самолёта Boeing 757 компании Britannia Airways, погиб 1 человек.
- 2000 — корпорация Майкрософт выпустила операционную систему Windows Milennium Edition.

### XXI век
- 2002 — в Ханое установлена 30-тонная медная статуя Будды высотой 6,5 метров.
- 2003
  - Швеция по результатам референдума отказалась от перехода на общеевропейскую денежную единицу (евро).
  - По результатам референдума Эстония присоединилась к Европейскому союзу.
- 2007 — с космодрома Танэгасима запущена японская АМС Kaguya, предназначенная для исследования Луны.
- 2007 — Госдума России утвердила на должность Председателя Правительства РФ Виктора Зубкова.
- 2008
  - Катастрофа Boeing 737 в Перми. Все находившиеся на борту 88 человек погибли — это одна из самых крупных авиакатастроф в России.
  - Внезапная активизация камчатского вулкана Шивелуч, приведшая к обрушению части его купола.
- 2010 — Сенат Франции одобрил законопроект, запрещающий женщинам носить паранджу, чадру и никаб в публичных местах[16].
- 2015 — открытие гравитационных волн.
- 2019 — вторжение в Йемен: атаки на Абкайк и Хурайс.

## Родились
См. также: Категория:Родившиеся 14 сентября

### До XIX века
- 1486 — Генрих Корнелий Агриппа Неттесгеймский (ум. 1535), немецкий врач и философ, мистик, крупнейший теоретик оккультизма.
- 1618 — Питер Лели (наст. имя Питер Ван Дер Фас; ум. 1680), английский живописец голландского происхождения.
- 1760 — Луиджи Керубини (ум. 1842), итальянский композитор, музыкальный педагог, теоретик музыки.
- 1766 — Арман-Эммануэль дю Плесси Ришельё (ум. 1822), французский и российский государственный деятель.
- 1769 — барон Александр фон Гумбольдт (ум. 1859), немецкий естествоиспытатель и географ, основатель географии растений, младший брат учёного Вильгельма фон Гумбольдта.

### XIX век
- 1847 — Павел Яблочков (ум. 1894), русский электротехник, изобретатель дуговой лампы.
- 1864 — Беатриса Эфрусси де Ротшильд (ум. 1934), баронесса из династии Ротшильдов, коллекционер предметов искусства.
- 1867 — Чарльз Дана Гибсон (ум. 1944), американский художник и иллюстратор, создатель феномена Девушек Гибсона, представляющих собой идеал женской красоты на рубеже XIX—XX вв.
- 1879 — Маргарет Сэнгер (ум. 1966), американская активистка, основательница «Американской лиги контроля над рождаемостью».
- 1880 — митрополит Вениамин (в миру Иван Афанасьевич Федченков; ум. 1961), русский православный подвижник, миссионер, духовный писатель.
- 1886 — Ян Масарик (ум. 1948), чешский дипломат, посол, министр иностранных дел, во время Второй мировой войны — министр правительства в изгнании, сын первого президента Чехословакии Томаша Масарика.
- 1891 — Иван Виноградов (ум. 1983), математик, академик, директор Математического института АН СССР, дважды Герой Социалистического Труда, лауреат Ленинской премии.

### XX век
- 1901 — Андрей Власов (казнён в 1946), советский военачальник, участник битвы за Москву, в плену — сотрудник нацистской Германии, глава Русской освободительной армии (РОА).
- 1902 — Николай Камов (ум. 1973), советский конструктор вертолётов (серии Ка).
- 1904 — Семён Игнатьев (ум. 1983), советский партийный и государственный деятель.
- 1911 — Сергей Орлов (ум. 1971), советский скульптор, народный художник РСФСР.
- 1912 — барон Эдуард фон Фальц-Фейн (ум. 2018), общественный деятель Лихтенштейна, меценат.
- 1914
  - Пьетро Джерми (ум. 1974), итальянский кинорежиссёр («Во имя закона», «Во имя надежды», «Развод по-итальянски» и др.), сценарист, продюсер.
  - Клейтон Мур (ум. 1999), американский актёр.
- 1916 — Луис Корвалан (ум. 2010), чилийский политик, Генеральный секретарь Компартии Чили (1958—1989).
- 1920
  - Марио Бенедетти (ум. 2009), уругвайский журналист, писатель и литературовед итальянского происхождения.
  - Лоуренс Роберт Клейн (ум. 2013), американский экономист, лауреат премии по экономике памяти Альфреда Нобеля (1980).
- 1922 — Александр Михайлов (ум. 1996), актёр театра и кино, заслуженный артист РСФСР.
- 1928 — Матти Лоухивуори (ум. 1977), финский певец.
- 1930 — Аллан Блум (ум. 1992), американский философ, политолог.
- 1932
  - Игорь Кириллов (ум. 2021), советский и российский телеведущий, диктор телевидения, актёр, народный артист СССР.
  - Гарри Синден, канадский хоккеист и тренер, член Зала хоккейной славы.
- 1936
  - Александр Кушнер, русский поэт.
  - Ферид Мурад, американский врач-фармаколог албанского происхождения, лауреат Нобелевской премии по физиологии и медицине (1998).
- 1940 — Ларри Браун, американский баскетболист и тренер, член Зала славы баскетбола.
- 1946
  - Владимир Мунтян, советский футболист, заслуженный тренер Украины.
  - Питер Эгнью, бас-гитарист шотландской рок-группы Nazareth.
- 1947 — Сэм Нилл (наст. имя Найджел Джон Дермот Нилл), английский актёр новозеландского происхождения.
- 1950 — Пол Фрэнсис Коссофф (ум. 1976), британский гитарист, автор песен, участник рок-группы «Free».
- 1951 — Сергей Арцибашев (ум. 2015), театральный режиссёр, киноактёр, народный артист Российской Федерации.
- 1952 — Николай Гнатюк, советский и украинский эстрадный певец, народный артист Украинской ССР.
- 1955 — Лев XIV, Папа Римский.
- 1958 — Михаил Марфин, российский телеведущий и сценарист.
- 1959
  - Мэри Кросби, американская актриса, наиболее известная по роли Кристин Шепард в телесериале «Даллас».
  - Татьяна Полякова, российская писательница, автор детективов.
  - Мортен Харкет, вокалист норвежской группы a-ha.
- 1960
  - Мелисса Лео, американская киноактриса, лауреат премий «Оскар», «Золотой глобус», «Эмми».
  - Каллум Кит Ренни, канадский актёр, продюсер.
- 1962 — Евгений Ройзман, российский государственный, политический и общественный деятель, поэт и предприниматель.
- 1965
  - Лявон Вольский, белорусский гитарист, певец, клавишник, автор песен.
  - Дмитрий Медведев, российский политик и государственный деятель, 3-й президент России (2008—2012), 10-й председатель Правительства РФ (2012—2020).
  - Мишель Стэффорд, американская актриса и бывшая модель.
- 1969 — Сергей Дроботенко, российский юморист, актёр, радио- и телеведущий, драматург.
- 1970
  - Кетанджи Браун Джексон, американский юрист, судья Верховного суда США.
  - Франческо Казагранде, итальянский велогонщик.
- 1971 — Кимберли Уильямс-Пейсли, американская актриса, режиссёр, сценарист и продюсер.
- 1973
  - Эндрю Линкольн, английский актёр кино и телевидения.
  - Nas (полное имя Насир бин Олу Дара Джонс), американский хип-хоп-исполнитель, музыкальный продюсер, актёр.
- 1974
  - Олеся Власова, украинская актриса театра и кино.
  - Константин Константинов, российский актёр театра и кино.
  - Хишам Эль-Герруж, марокканский легкоатлет, бегун, двукратный олимпийский чемпион, многократный чемпион мира.
- 1979 — Ивица Олич, хорватский футболист, обладатель Кубка УЕФА (2005).
- 1981
  - Мияви (наст. имя Такамаса Исихара), популярный японский певец, классический и рок-гитарист.
  - Эшли Робертс, американская певица, танцовщица, хореограф, актриса, телеведущая.
- 1982 — Петр Пруха, чешский хоккеист, чемпион мира (2005).
- 1983 — Эми Уайнхаус (ум. 2011), британская певица, автор песен.
- 1985
  - Дилшад Вадсария, американская телевизионная актриса.
  - Джулия Пейс-Митчелл, американская актриса.
- 1988 — Мартен Фуркад, французский биатлонист, пятикратный олимпийский чемпион.
- 1989
  - Джимми Батлер, американский баскетболист, олимпийский чемпион (2016).
  - Джессика Браун Финдлей, британская актриса кино и телевидения.
- 1990 — Дуглас Коста, бразильский футболист.

## Скончались
См. также: Категория:Умершие 14 сентября

### До XIX века
- 1164 — Император Сутоку (р. 1119), 75-й император Японии (1123—1142).
- 1321 — Данте Алигьери (р. 1265), итальянский поэт, мыслитель, богослов.
- 1523 — Адриан VI (в миру  Адриан Дедел-Флоренс Утрехтский; р. 1459), 218-й Папа Римский (1522—1523).
- 1638 — Джон Гарвард (р. 1607), английский миссионер, в честь которого назван Гарвардский университет.
- 1712 — Джованни Кассини (р. 1625), итальянский астроном и инженер, академик Пражской АН.
- 1745 — Мартино Альтомонте (р. 1657), итальянский живописец.

### XIX век
- 1809 — покончил с собой Жан Буде (р. 1769), французский дивизионный генерал эпохи наполеоновских и революционных войн.
- 1836 — Аарон Берр (р. 1756), третий вице-президент США (1801—1805), герой Войны за независимость, путешественник.
- 1851 — Джеймс Фенимор Купер (р. 1789), американский писатель, классик приключенческой литературы.
- 1852 — Артур Веллингтон (р. 1769), британский фельдмаршал, участник наполеоновских войн, победитель в битве при Ватерлоо, 25-й и 28-й премьер-министр Великобритании (1828—1830 и 1834).
- 1862 — погиб Джессе Рено (р. 1823), американский генерал, участник Гражданской войны на стороне армии Севера.
- 1872 — князь Юрий Голицын (р. 1823), русский хоровой дирижёр и композитор.
- 1887 — Анна Корвин-Круковская (р. 1843), русская революционерка и писательница, участница Парижской коммуны.

### XX век
- 1901 — Уильям Мак-Кинли (р. 1843), американский политик, 25-й президент США (1897—1901).
- 1916 — Хосе Эчегерай-и-Эйсагирре (р. 1832), испанский писатель, драматург, лауреат Нобелевской премии (1904).
- 1920 — Семён Венгеров (р. 1855), русский литературный критик, историк литературы, библиограф и редактор.
- 1927
  - Хуго Балль (р. 1886), немецкий поэт, драматург, эссеист, журналист, один из основателей дадаизма.
  - погибла Айседора Дункан (р. 1878), американская танцовщица, бывшая жена Сергея Есенина.
- 1936 — Ирвинг Тальберг (р. 1899), американский кинопродюсер, прозванный «вундеркиндом Голливуда».
- 1937 — Томаш Масарик (р. 1850), чешский социолог, философ и политик, первый президент Чехословакии (1918—1935).
- 1951 — Фриц Буш (р. 1890), немецкий дирижёр.
- 1956 — Фредерик Стип (р. 1874), канадский футболист, олимпийский чемпион (1904).
- 1964
  - Пётр Алымов (р. 1901), советский военный деятель, генерал-майор артиллерии.
  - Василий Гроссман (наст. имя Иосиф Гроссман; р. 1905), русский советский писатель, журналист, военный корреспондент.
- 1966 — Николай Черкасов (р. 1903), актёр театра и кино, народный артист СССР.
- 1972 — Луиза Бойд (р. 1887), американская исследовательница и путешественница.
- 1973 — Михаил Зенкевич (р. 1891), русский советский поэт, писатель-прозаик, переводчик.
- 1978 — Зенон Косидовский (р. 1898), польский писатель, поэт, эссеист.
- 1982
  - Джон Гарднер (р. 1933), американский писатель.
  - Грейс Келли (р. 1929), американская актриса, обладательница «Оскара», супруга князя Монако Ренье III.
- 1983 — Геннадий Казанский (р. 1910), кинорежиссёр, заслуженный деятель искусств РСФСР.
- 1984
  - Джанет Гейнор (р. 1906), американская киноактриса, первая обладательница кинопремии «Оскар».
  - Нодар Думбадзе (р. 1928), грузинский советский писатель.
- 1989 — Перес Прадо (р. 1916), кубинский музыкант, композитор, руководитель оркестра, «король мамбо».
- 1993 — Мирна Лой (урожд. Мирна Адель Уильямс; р. 1905), американская киноактриса.
- 1995 — Эйдзи Окада (р. 1920), японский актёр театра и кино.
- 1999 — Чарльз Крайтон (р. 1910), английский кинорежиссёр.

### XXI век
- 2002 — Лолита Торрес (урожд. Беатрис Мариана Торрес Ириарте; р. 1930), аргентинская актриса и певица.
- 2005
  - Павел Таран (р. 1916), генерал-лейтенант авиации, дважды Герой Советского Союза.
  - Роберт Уайз (р. 1914), американский кинорежиссёр, продюсер, лауреат 4 премий «Оскар».
- 2008 — погиб Геннадий Трошев (р. 1947), советский и российский военачальник, генерал-полковник, Герой России.
- 2009 — Патрик Суэйзи (р. 1952), американский актёр, танцор и автор-исполнитель.
- 2014 — Борис Химичев (р. 1933), советский и российский актёр театра и кино, народный артист РФ.
- 2015 — Юрий Афанасьев (р. 1934), советский и российский политик и историк, основатель, ректор (1991—2003) и президент (2003—2006) РГГУ.
- 2022 — Владимир Сунгоркин (р. 1954), советский и российский журналист, репортёр и медиаменеджер, колумнист.
- 2024 — Отис Дэвис (р. 1932), американский легкоатлет, спринтер двукратный олимпийский чемпион (1960).

## Приметы
Семён Летопроводец, Семён день, Семёнов день.
- Если гуси улетают на Семён-день, жди ранней зимы[17].
- Семён лето провожает, бабье лето наводит.
- Первый день бабьего лета.
- Первая встреча осени.
- Если на Семёна ясная погода — вся осень ведренная, ненастный день — к сухой осени.
- Если после бабьего лета не опал кленовый лист и не улетели журавли — жди долгой осени.
- На Семёна — последняя гроза.
- На Семёна колосовые не убрали — считай пропали.
- На Семёнов день девушки устраивали похороны мух или тараканов.
- Примечали: «Бабье лето сухое — осень мокрая». «Бабье лето ненастно — осень сухая». «Много тенетника на бабье лето — к ясной осени и холодной зиме». «На Осенины много тенетника — осень долгая да ясная». «До обеда сей-паши, а после обеда от холода руками маши». Семена выплывают у колосьев. «На первый день бабьего лета серо и пасмурно — осень будет продолжительной». «Если день грязным вышел, то осень дождливой будет». «Коли ясно — осень ведренна, прекрасна». Хоронят мух и тараканов, чтобы пропали. Ужи выходят на берег и ходят по лугам на три версты. «Хлеб молотят на гумне, да охотник — за зайцем по стерне».

Первый праздник псовых охотников, выезд в отъезжее поле на зайца-русака и лисицу, с гончими — в лес по чернотропу гонять беляка. «С Семёнова дня в поле огонь разгнетают (разводят)». «Хвалилися бабы да бабьим летом на Семёнов день, а того бабы не ведали, что сентябрь на дворе…» Семёнов день считается счастливым, поэтому советуют справлять новоселье: «Семёнов день — счастливое новоселье».